# الجريدة الرسمية لإمارة أندورا
الجريدة الرسمية لإمارة أندورا (بالكتالانية : Butlletí Oficial del Principat d'Andorra) هي منشور رسمي يجب أن يتضمن بموجب القانون جميع الوثائق الرسمية الصادرة عن الهيئات الحكومية في أندورا (البلديات، السلطة التشريعية، النظام القضائي، وغيرها). تتضمن المستندات النموذجية القوانين واللوائح والإجراءات الإدارية وأي مستند آخر يتطلب نشره قانونًا. إن نشر هذه الوثائق في الجريدة الرسمية يثبت صحتها ويضفي عليها القوة القانونية.  أنشئت الجريدة في 30 يناير 1989، ويحكمها أربع مواد (أ، ب، ج، د). 

## المقالات

### المادة أ
تنشر الجريدة الرسمية لإمارة أندورا حصريًا:
1. التوجيهات الصادرة عن الأميرين الشريكين والمندوبين الدائمين ومندوبيهم الشخصيين.
2. التوجيهات الصادرة عن المجلس العام.
3. التوجيهات الصادرة عن الحكومة.
4. التوجيهات الصادرة عن البلديات والأبرشيات.
5. القرارات والإعلانات الصادرة عن المحاكم ومحاكم الاستئناف والنزاعات القانونية.
6. المراسيم والإعلانات الرسمية الأخرى.
7. إعلانات ومنشورات المنظمات والجمعيات والشركات المنشأة قانوناً في أندورا، وإعلانات المبيعات والمزادات وفرص العمل في القطاع العام.

تنشر الوثائق بالترتيب المحدد أعلاه.

### المادة ب
تنشر الجريدة الرسمية للإمارة عادة مرتين في الأسبوع. وفي حالة وجود حاجة ملحة، تنشر الجريدة بشكل أكثر تكرارا.

### المادة ج
بالإضافة إلى التوجيهات المذكورة في الأرقام من 1 إلى 4 من المادة (أ) ، تنشر الوثائق التالية مجانًا:
- الإعلانات الرسمية التي تصدرها الهيئات والمؤسسات العامة وشبه العامة وفقاً لقواعد النشرة.
- المراسيم والإعلانات المتعلقة بالإجراءات الجنائية، وتلك الناشئة عن إجراءات قضائية أخرى، طالما تم نشرها لمصلحة فرد مستفيد من حق العدالة المجانية، أو على أساس المساعدة القضائية المجانية.

### المادة د
يمكن إعادة إنتاج الوثائق المنشورة في الجريدة الرسمية لإمارة أندورا، كليًا أو جزئيًا، في الصحف والمنشورات الأخرى، عندما يكون من المناسب اقتباسها أو نسخها، ولكن لا يجوز نشرها فرديًا أو جماعيًا دون الحصول على إذن كتابي مسبق من الكيان الذي أصدرها.

## النشر
نُشرت النسخة الرسمية من الجريدة ورقياً حتى 31 ديسمبر 2014. ومنذ ذلك الحين أصبحت النسخة الرسمية إلكترونية.  تستخدام الجريدة على نطاق واسع من قبل السلطات والصحافة كمرجع. تقوم الوزارات بربط مساهماتها فيها على الصفحات الرئيسية لمواقعها على الإنترنت.   تشير الصحافة بانتظام إلى الجريدة في الأخبار والتعليقات حول القوانين والتوجيهات. 

## روابط خارجية
- الجريدة على الإنترنت (كتالونية)